# Ida Zetterström
Ida Zetterström, född 2 maj  1994 i Stockholm, är en åländsk racerförare. Hon kommer från Jomala, Åland men flyttade till Indiana 2024 och tävlar i dragracing i NHRA för JCM- Racing
i klassen Top Fuel Dragster.  

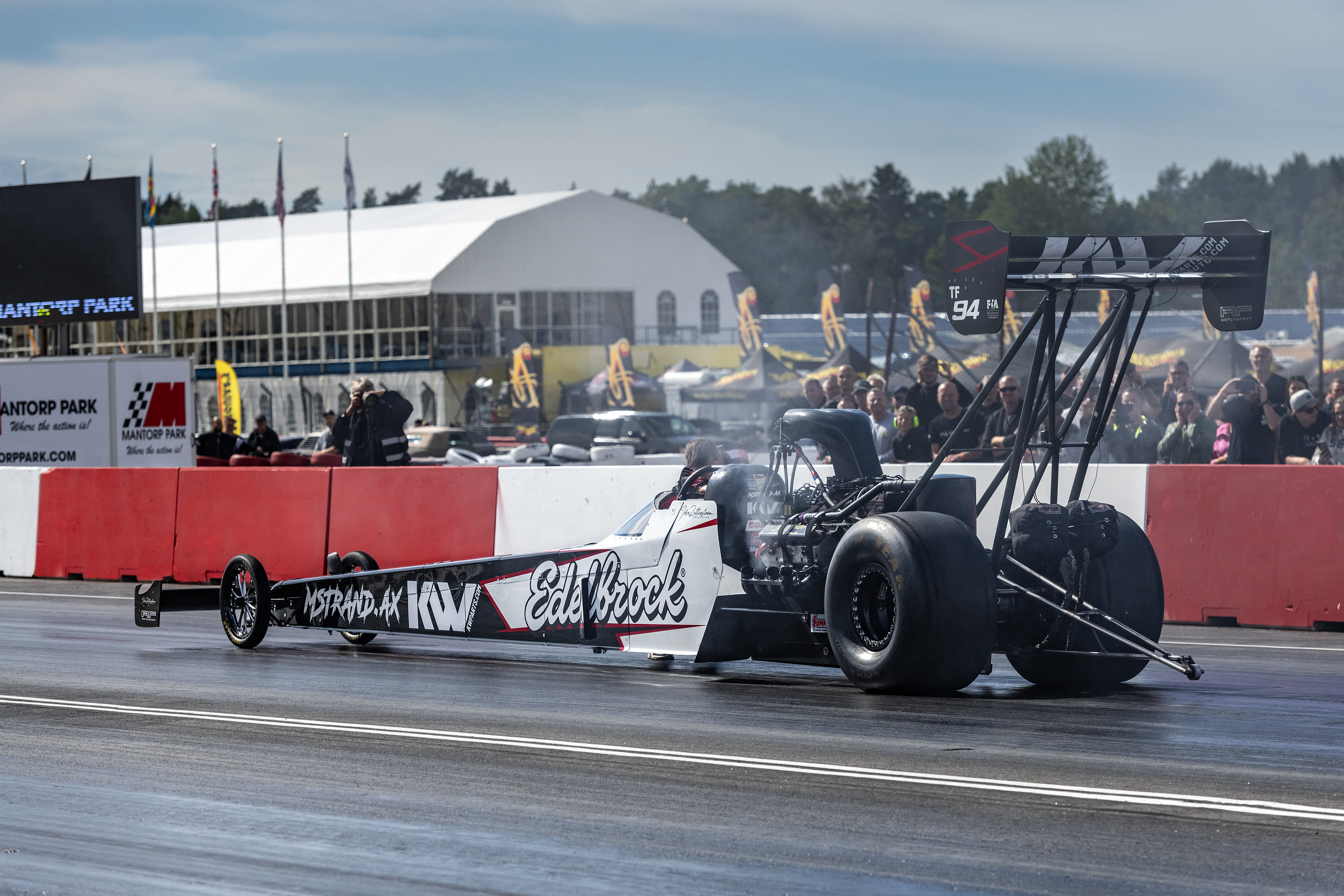
Ida Zetterström Top Fuel Dragster, Mantorp Park, juli 2023.

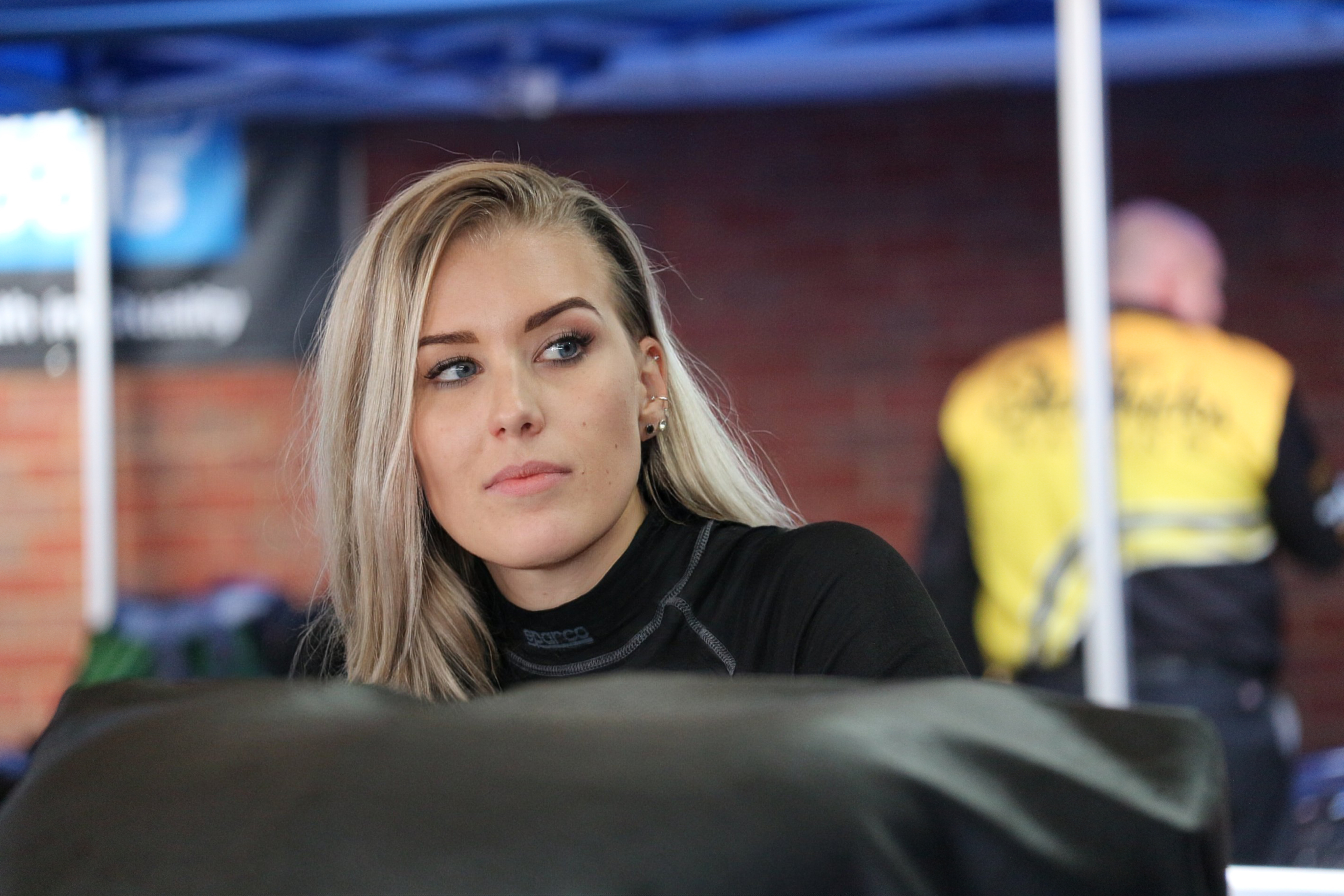
Ida Zetterström dragracingförare, Santa Pod Raceway September 2021.

Zetterström började köra Junior Dragster när hon var åtta år gammal och började tävla på motorcykel i klassen Super Street Bike 2017. Hon blev  Skandinavisk mästare 2019 och världens snabbaste kvinna på motorcykel året efter med en topphastighet på 346,9 kilometer i timmen på en drygt 400 meter (¼ engelsk mil) lång sträcka. Det var då den näst högsta hastigheten som någonsin hade uppmätts i Europa. I dragster körde  hon och laget på det nya europarekordet 3,782 sekunder år 2022. I juli 2023 satte hon nytt banrekord på Mantorp Park med 4,35 sekunder och 246,68 mph. 
Zetterström kommer att flytta till USA och köra minst fem tävlingar för 
JCM-Racing i den amerikanska  dragracingserien NHRA under 2024.
Ida Zetterström utsågs till Årets kvinnliga idrottare vid Idrottsgalan på Åland 2020 och två år senare utsågs hon till sommarpratare i radioprogrammet Vegas sommarpratare i YLE.